# Keilfleckbärbling
Der Keilfleckbärbling (Trigonostigma heteromorpha) ist ein kleiner Karpfenfisch aus Südostasien.

## Merkmale
Gemeinsam mit zwei weiteren Arten der Gattung Trigonostigma unterscheiden sich Keilfleckbärblinge von den meisten anderen Rasborinen durch ihren hochrückigen Körper: die breiteste Stelle liegt zwischen den ersten Strahlen der Rücken- und Bauchflossen. Keilfleckbärblinge verfügen über relativ große Schuppen. Ihre Grundfärbung liegt zwischen einem hellen Roséton und glänzendem Kupferrot. Die Färbung ist am Kopf, am Rücken sowie auf dem Schwanzflossenstiel intensiver und setzt sich in den unpaarigen Flossen fort. Zur Bauchseite hin wirken die Fische silbrig bis weiß. Der markante, namensgebende „Keil“ beginnt unterhalb des Rückenflossenansatzes und endet bei Weibchen in der Schwanzflossenwurzel. Bei männlichen Fischen zieht er sich als dunkle Spitze durch die Mitte der Schwanzflosse. Darüber hinaus trägt die Afterflosse der Männchen eine dunkle Strichzeichnung, die bei Weibchen kaum sichtbar oder gar nicht auftritt. Das Maul ist oberständig. Wie bei nahezu allen anderen rasborinen Karpfenfischen auch, ist die Seitenlinie nicht vollständig ausgeprägt.
Sie erreichen eine Gesamtlänge von zwei bis zweieinhalb Zentimeter.

## Verbreitung und Ökologie
Der Ichthyologe und spätere Kustos am Zoologischen Museum Hamburg, Georg Duncker, entdeckte die Art in einem Teich des botanischen Gartens von Singapur und beschrieb sie 1904 in einer zusammenfassenden Arbeit über die von ihm auf der malaiischen Halbinsel gesammelten Süßwasserfische. Auch alle in den darauf folgenden 20 Jahren gesammelten Keilfleckbärblinge kamen direkt aus oder über Singapur nach Europa. Tatsächlich erstreckt sich das Verbreitungsgebiet dieser verborgen lebenden Art über die gesamte malaiische Halbinsel und den Südosten Thailands. Der ebenfalls an Hamburgs zoologischem Museum tätige Werner Ladiges, der die natürlichen Lebensräume zuerst untersuchte, nannte beschattete und verkrautete Bäche als Heimatgewässer der Keilfleckbärblinge. Immer lag die Gesamthärte des Wassers unter 3 °dGH, war also sehr weich. Keilfleckbärblinge ernähren sich von Insektenlarven, Copepoden und anderem Zooplankton sowie von Anflugnahrung.

## Fortpflanzung
Keilfleckbärblinge sind keine Schwarmfische, sondern leben, wie sehr viele andere kleine Karpfenfische auch, in einfach strukturierten sozialen Verbänden. Zur Fortpflanzung sondern sich Männchen ab und werben mit weit gespreizten Flossen, intensiver Färbung und ruckartigen bis tänzerischen Bewegungen um laichbereite Weibchen. Auf diese Weise bilden sich kurzzeitig Paare. Die Weibchen kleben den Laich an die Blattunterseiten von Wasserpflanzen, erst danach erfolgt die Befruchtung durch das Männchen. Darüber hinausgehende Brutpflege besteht nicht, auch nicht in Form einer Bewachung des Laichplatzes.

## Systematik
Für die ursprünglich in die Sammelgattung Rasbora gestellten Keilfleckbärblinge schufen Maurice Kottelat und der Zellbiologe Kai-Erik Witte 1999 die Gattung Trigonostigma. Wichtigstes Abgrenzungsmerkmal war dabei das von allen anderen südostasiatischen Bärblingen deutlich abweichende Fortpflanzungsverhalten. Es ist allen vier Vertretern der Keilfleckbärblinge eigen. Also auch Trigonostigma hengeli (Meinken, 1956), Trigonostigma somphongsi (Meinken, 1958) und Trigonostigma espei (Meinken, 1976). Die beiden zuletzt genannten Arten gelten als valid, während die Beschreibung von T. hengeli aufgrund ihrer ungenügenden Diagnose zweifelhaft ist.
Untersuchungen der mitochondrialen DNA zahlreicher südostasiatischer Karpfenfische durch Tang u. a.(2010) gaben Argumente zu einer Rückführung in die Gattung Rasbora sensu lato. Eine weitere jedoch rein morphologische Untersuchung durch S. O. Kullander u. a.(2010) wirbt für die Beibehaltung der neuen Gattung Trigonostigma. Ein wichtiges Ergebnis der Arbeit von Tang, K.L. u. a. (2010) ist die Feststellung verschiedener monophyletischer Trends, weshalb sie die rein morphologisch abgegrenzte Gattung Trigonostigma mit Rasbora, zu der nun auch der Keilfleckbärbling wieder gehört, synonymisierten. Fishbase und der Catalog of Fishes führen die Art aber weiterhin als Trigonostigma heteromorpha.

## Bedeutung für den Menschen
Keilfleckbärblinge sind beliebte und im Tierhandel ständig angebotene Aquariumfische. Es gibt eine melanistische, eine xanthoristische und eine schleierflossige Zuchtform.
Die erste Lebendeinfuhr nach Europa erfolgte 1906 durch den Tierhändler und Züchter Julius Reichelt, Berlin. Erst über 20 Jahre später gelang einem Herrn Gundelach aus Thüringen die Welterstzucht, weil er über weiches Wasser verfügte, das für die Eientwicklung maßgebend ist. Heute stammen die weltweit gehandelten Keilfleckbärblinge aus Großzüchtereien in Thailand, Malaysia, Polen und Tschechien.